# Coelioxys alacris
Coelioxys alacris là một loài Hymenoptera trong họ Megachilidae. Loài này được Holmberg mô tả khoa học năm 1888.